# Salza
Salza là một xã của Pháp, nằm ở tỉnh Aude trong vùng Occitanie. Người dân địa phương trong tiếng Pháp gọi là Salzanais.

## Hành chính
| Danh sách các xã trưởng                |           |           |      |         |
| Giai đoạn                              | Giai đoạn | Tên       | Đảng | Tư cách |
| tháng 3 năm 2001                       |           | Émile Gau |      |         |
| Tất cả các dữ liệu trước đây không rõ. |           |           |      |         |

## Thông tin nhân khẩu
| 1793 | 1800 | 1806 | 1821 | 1831 | 1836 | 1841 | 1846 | 1851 |
| ---- | ---- | ---- | ---- | ---- | ---- | ---- | ---- | ---- |
| 124  | 103  | 144  | 161  | 169  | 198  | 168  | 158  | 171  |

| 1856 | 1861 | 1866 | 1872 | 1876 | 1881 | 1886 | 1891 | 1896 |
| ---- | ---- | ---- | ---- | ---- | ---- | ---- | ---- | ---- |
| 170  | 175  | 162  | 135  | 121  | 108  | 111  | 114  | 108  |

| 1901 | 1906 | 1911 | 1921 | 1926 | 1931 | 1936 | 1946 | 1954 |
| ---- | ---- | ---- | ---- | ---- | ---- | ---- | ---- | ---- |
| 108  | 118  | 101  | 81   | 76   | 72   | 67   | 53   | 45   |

| 1962                                         | 1968 | 1975 | 1982 | 1990 | 1999 | - | - | - |
| -------------------------------------------- | ---- | ---- | ---- | ---- | ---- | - | - | - |
| 28                                           | 18   | 10   | 20   | 19   | 22   | - | - | - |
| Số liệu kể từ 1962 : dân số không tính trùng |      |      |      |      |      |   |   |   |

Graphique d'évolution de la population 1794-1999